# Olympische Winterspiele 2022/Snowboard – Snowboardcross (Männer)
Der Snowboardcross-Wettkampf der Männer bei den Olympischen Winterspielen 2022 wurde am 10. Februar im Genting Skiresort ausgetragen.
Olympiasieger wurde der Österreicher Alessandro Hämmerle, vor Éliot Grondin aus Kanada und dem Italiener Omar Visintin.

## Ergebnisse

### Platzierungsrunde
| Rang | Athlet              | Land               | 1. Lauf (min) | 2. Lauf (min) | Bester Lauf (min) |
| ---- | ------------------- | ------------------ | ------------- | ------------- | ----------------- |
| 1    | Éliot Grondin       | Kanada             | 1:16,29       | –             | 1:16,29           |
| 2    | Julian Lüftner      | Österreich         | 1:17,00       | –             | 1:17,00           |
| 3    | Jakob Dusek         | Österreich         | 1:17,05       | –             | 1:17,05           |
| 4    | Alessandro Hämmerle | Österreich         | 1:17,24       | –             | 1:17,24           |
| 5    | Martin Nörl         | Deutschland        | 1:17,38       | –             | 1:17,38           |
| 6    | Omar Visintin       | Italien            | 1:17,68       | –             | 1:17,68           |
| 7    | Hagen Kearney       | Vereinigte Staaten | 1:17,81       | –             | 1:17,81           |
| 8    | Cameron Bolton      | Australien         | 1:17,92       | –             | 1:17,92           |
| 9    | Lorenzo Sommariva   | Italien            | 1:17,98       | –             | 1:17,98           |
| 10   | Nick Baumgartner    | Vereinigte Staaten | 1:18,01       | –             | 1:18,01           |
| 11   | Umito Kirchwehm     | Deutschland        | 1:18,22       | –             | 1:18,22           |
| 12   | Paul Berg           | Deutschland        | 1:18,31       | –             | 1:18,31           |
| 13   | Liam Moffatt        | Kanada             | 1:18,45       | –             | 1:18,45           |
| 14   | Lukas Pachner       | Österreich         | 1:18,49       | –             | 1:18,49           |
| 15   | Adam Dickson        | Australien         | 1:18,56       | –             | 1:18,56           |
| 16   | Merlin Surget       | Frankreich         | 1:18,64       | –             | 1:18,64           |
| 17   | Adam Lambert        | Australien         | 1:19,33       | 1:17,56       | 1:17,56           |
| 18   | Jake Vedder         | Vereinigte Staaten | 1:18,83       | 1:17,88       | 1:17,88           |
| 19   | Tommaso Leoni       | Italien            | 1:19,45       | 1:18,13       | 1:18,13           |
| 20   | Mick Dierdorff      | Vereinigte Staaten | 1:19,66       | 1:18,64       | 1:18,64           |
| 21   | Lucas Eguibar       | Spanien            | 1:18,73       | 1:19,93       | 1:18,73           |
| 22   | Kalle Koblet        | Schweiz            | 1:19,39       | 1:18,94       | 1:18,94           |
| 23   | Yoshiki Takahara    | Japan              | 1:19,26       | 1:19,16       | 1:19,16           |
| 24   | Loan Bozzolo        | Frankreich         | 1:19,75       | 1:19,23       | 1:19,23           |
| 25   | Daniil Donskich     | ROC                | 1:19,36       | 1:19,93       | 1:19,36           |
| 26   | Kevin Hill          | Kanada             | 1:20,24       | 1:19,45       | 1:19,45           |
| 27   | Glenn de Blois      | Niederlande        | 1:20,75       | 1:19,69       | 1:19,69           |
| 28   | Jarryd Hughes       | Australien         | 1:21,28       | 1:20,48       | 1:20,48           |
| 29   | Huw Nightingale     | Großbritannien     | 1:20,79       | 1:20,72       | 1:20,72           |
| 30   | Léo Le Blé Jaques   | Frankreich         | 1:21,06       | 1:21,36       | 1:21,06           |
| 31   | Filippo Ferrari     | Italien            | 1:24,77       | DNF           | 1:24,77           |
| 32   | Radek Houser        | Tschechien         | DNS           | DNS           | DNS               |

### Achtelfinale

#### Lauf 1
| Rang | Athlet        | Land       | Anmerkung |
| ---- | ------------- | ---------- | --------- |
| 1    | Éliot Grondin | Kanada     | Q         |
| 2    | Merlin Surget | Frankreich | Q         |
| 3    | Adam Lambert  | Australien |           |
| 4    | Radek Houser  | Tschechien | DNS       |

#### Lauf 2
| Rang | Athlet            | Land       | Anmerkung |
| ---- | ----------------- | ---------- | --------- |
| 1    | Cameron Bolton    | Australien | Q         |
| 2    | Loan Bozzolo      | Frankreich | Q         |
| 3    | Daniil Donskich   | ROC        |           |
| 4    | Lorenzo Sommariva | Italien    | DNF       |

#### Lauf 3
| Rang | Athlet        | Land        | Anmerkung |
| ---- | ------------- | ----------- | --------- |
| 1    | Martin Nörl   | Deutschland | Q         |
| 2    | Lucas Eguibar | Spanien     | Q         |
| 3    | Paul Berg     | Deutschland |           |
| 4    | Jarryd Hughes | Australien  |           |

#### Lauf 4
| Rang | Athlet              | Land               | Anmerkung |
| ---- | ------------------- | ------------------ | --------- |
| 1    | Mick Dierdorff      | Vereinigte Staaten | Q         |
| 2    | Alessandro Hämmerle | Österreich         | Q         |
| 3    | Liam Moffatt        | Kanada             |           |
| 4    | Huw Nightingale     | Großbritannien     |           |

#### Lauf 5
| Rang | Athlet            | Land       | Anmerkung |
| ---- | ----------------- | ---------- | --------- |
| 1    | Tommaso Leoni     | Italien    | Q         |
| 2    | Léo Le Blé Jaques | Frankreich | Q         |
| 3    | Lukas Pachner     | Österreich |           |
| 4    | Jakob Dusek       | Österreich |           |

#### Lauf 6
| Rang | Athlet          | Land        | Anmerkung |
| ---- | --------------- | ----------- | --------- |
| 1    | Omar Visintin   | Italien     | Q         |
| 2    | Umito Kirchwehm | Deutschland | Q         |
| 3    | Kalle Koblet    | Schweiz     |           |
| 4    | Glenn de Blois  | Niederlande |           |

#### Lauf 7
| Rang | Athlet           | Land               | Anmerkung |
| ---- | ---------------- | ------------------ | --------- |
| 1    | Yoshiki Takahara | Japan              | Q         |
| 2    | Nick Baumgartner | Vereinigte Staaten | Q         |
| 3    | Hagen Kearney    | Vereinigte Staaten |           |
| 4    | Kevin Hill       | Kanada             |           |

#### Lauf 8
| Rang | Athlet          | Land               | Anmerkung |
| ---- | --------------- | ------------------ | --------- |
| 1    | Jake Vedder     | Vereinigte Staaten | Q         |
| 2    | Julian Lüftner  | Österreich         | Q         |
| 3    | Adam Dickson    | Australien         |           |
| 4    | Filippo Ferrari | Italien            | DNS       |

### Viertelfinale

#### Lauf 1
| Rang | Athlet         | Land       | Anmerkung |
| ---- | -------------- | ---------- | --------- |
| 1    | Éliot Grondin  | Kanada     | Q         |
| 2    | Merlin Surget  | Frankreich | Q         |
| 3    | Loan Bozzolo   | Frankreich |           |
| 4    | Cameron Bolton | Australien |           |

#### Lauf 2
| Rang | Athlet              | Land               | Anmerkung |
| ---- | ------------------- | ------------------ | --------- |
| 1    | Alessandro Hämmerle | Österreich         | Q         |
| 2    | Lucas Eguibar       | Spanien            | Q         |
| 3    | Martin Nörl         | Deutschland        | DNF       |
| 4    | Mick Dierdorff      | Vereinigte Staaten | DNF       |

#### Lauf 3
| Rang | Athlet            | Land        | Anmerkung |
| ---- | ----------------- | ----------- | --------- |
| 1    | Omar Visintin     | Italien     | Q         |
| 2    | Tommaso Leoni     | Italien     | Q         |
| 3    | Léo Le Blé Jaques | Frankreich  |           |
| 4    | Umito Kirchwehm   | Deutschland | DNF       |

#### Lauf 4
| Rang | Athlet           | Land               | Anmerkung |
| ---- | ---------------- | ------------------ | --------- |
| 1    | Julian Lüftner   | Österreich         | Q         |
| 2    | Jake Vedder      | Vereinigte Staaten | Q         |
| 3    | Nick Baumgartner | Vereinigte Staaten |           |
| 4    | Yoshiki Takahara | Japan              | DNF       |

### Halbfinale

#### Lauf 1
| Rang | Athlet              | Land       | Anmerkung |
| ---- | ------------------- | ---------- | --------- |
| 1    | Éliot Grondin       | Kanada     | Q         |
| 2    | Alessandro Hämmerle | Österreich | Q         |
| 3    | Merlin Surget       | Frankreich |           |
| 4    | Lucas Eguibar       | Spanien    |           |

#### Lauf 2
| Rang | Athlet         | Land               | Anmerkung |
| ---- | -------------- | ------------------ | --------- |
| 1    | Julian Lüftner | Österreich         | Q         |
| 2    | Omar Visintin  | Italien            | Q         |
| 3    | Jake Vedder    | Vereinigte Staaten |           |
| 4    | Tommaso Leoni  | Italien            |           |

### Finalläufe

#### Kleines Finale
| Rang | #  | Athlet        | Land               | Anmerkung |
| ---- | -- | ------------- | ------------------ | --------- |
| 5    | 16 | Merlin Surget | Frankreich         |           |
| 6    | 18 | Jake Vedder   | Vereinigte Staaten |           |
| 7    | 21 | Lucas Eguibar | Spanien            |           |
| 8    | 19 | Tommaso Leoni | Italien            |           |

#### Finale
| Rang | # | Athlet              | Land       | Anmerkung |
| ---- | - | ------------------- | ---------- | --------- |
| 1    | 4 | Alessandro Hämmerle | Österreich |           |
| 2    | 1 | Éliot Grondin       | Kanada     |           |
| 3    | 6 | Omar Visintin       | Italien    |           |
| 4    | 2 | Julian Lüftner      | Österreich |           |